# Politically Correct (singolo)
Politically Correct è un singolo del gruppo musicale statunitense SR-71, pubblicato nel 2001.

## Tracce
1. Politically Correct – 3:19 (Allan)
2. Last Man on the Moon – 3:47 (Allan, Kadish)
3. Politically Correct – 3:22 (Allan)

## Formazione
- Jeff Reid - basso, cori
- Dan Garvin - batteria, percussioni, cori
- Mark Beauchemin - chitarra, tastiere, cori
- Mitch Allan - chitarra, voce

## Classifiche
- Alternative Songs: 22[2]